# Џо Пери (играч снукера)
Џо Пери (енгл. Joe Perry; 13. август 1974) професионални је енглески играч снукера.
Прву рангирану титулу у каријери му је било освајање турнира Players Tour Championship 2017. године. У финалу Мастерса 2017. поражен је од Ронија О’Саливана. Играо је полуфинале Светског првенства 2008. године.

## Успеси

### Рангирана финала: 6 (2 победе, 4 пораза)
| Исход     | Година | Турнир                    | Противник      | Резултат |
| --------- | ------ | ------------------------- | -------------- | -------- |
| Финалиста | 2001.  | European Open             | Стивен Хендри  | 2 : 9    |
| Финалиста | 2014.  | Wuxi Classic              | Нил Робертсон  | 9 : 10   |
| Победник  | 2015.  | Players Tour Championship | Марк Вилијамс  | 4 : 3    |
| Финалиста | 2016.  | World Open                | Алистер Картер | 8 : 10   |
| Финалиста | 2018.  | European Masters          | Џими Робертсон | 6 : 9    |
| Победник  | 2022.  | Welsh Open                | Џад Трамп      | 9 : 5    |